# Trichosporum verrucosum
Trichosporum verrucosum är en svampart som beskrevs av R.F. Castañeda et al. Trichosporum verrucosum ingår i släktet Trichosporum och familjen Piedraiaceae.   Inga underarter finns listade i Catalogue of Life.